# Dragoljub Vukotić
Dragoljub Vukotić est un militant sourd au niveau mondial et l'ancien président de la Fédération mondiale des sourds, né le 18 juillet 1924 à Arilje, en Serbie et décès le 21 juin 1997 à Trieste, en Italie.

## Biographie
Dragoljub Vukotić est l'enfant orphelin à l'âge de sept ans et puis il devient sourd à l'âge de 10 ans à cause de la maladie de la méningite. 
Il est le président de la Fédération des Sourds et Malentendants de Yougoslavie (?-?). Il est élu président de la Fédération mondiale des sourds en 25 août 1955 en obtenu 21 voix contre 17 voix pour Vittorio Ieralla et il s'occupe pendant 28 ans de mandat. En 9e Congrès mondial à Palerme, le 28 juin à 6 juillet 1983, Dragoljub Vukotić annonce son désir de prendre le retraite pour la poste de président de la Fédération mondiale des sourds donc Yerker Andersson est élu pour le successeur de Dragoljub Vukotić.

## Parcours dans la vie politicienne

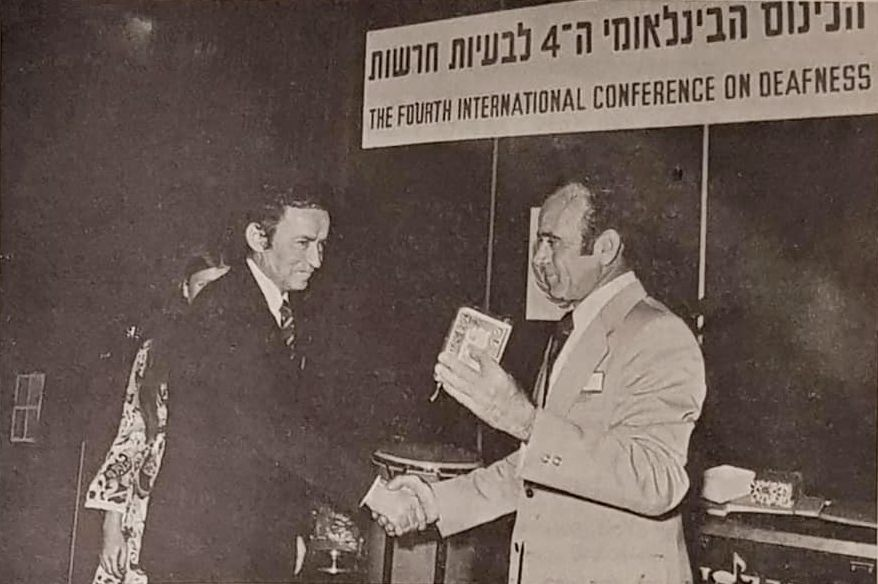
Dragoljub Vukotic à gauche, avec le président de l'Association des sourds en Israël, à Bat Yam, 1973

- Présidente de la Fédération mondiale des sourds : 1955-1983
- Fédération des Sourds et Malentendants de Yougoslavie: ?-?

## Distinctions et récompenses
- Médaille d'honneur en bronze de Deaflympics en 1957[4]
- Médaille d'honneur en or de Deaflympics en 1969[4]
- Diplômes d'honneur de l'Université Gallaudet[5] en 1969
- Prix Edward Miner Gallaudet Award par l'Université Gallaudet en 1975[6]